# Huaycán de Pariachi
Huaycán de Pariachi est un site archéologique au Pérou. Il est situé à Huaycán, District d'Ate, Lima,,,. Il est situé au sud de la rivière Rimac.
Il faisait partie de la culture Ichma et de l'Empire Inca,,,.

## Description
Avant la conquête espagnole, Huaycán de Pariachi était l'un des principaux centres administratifs de la moyenne vallée du Rímac. Au cours de la période intermédiaire tardive (900 - 1450 apr. J.-C.), les Ichma avaient une présence locale très importante, qui a duré jusqu'à l'horizon tardif (1450 - 1532 apr. J.-C.), lorsque les Incas, sont arrivés sur la côte centrale et les ont assimilés.

## Restauration et enquêtes
Huaycán de Pariachi n'a pas fait l'objet d'une enquête approfondie. Cependant, de nombreux archéologues ont visité le site, dont le Dr Julio Tello dans les années 1940. Arturo Jiménez Borja a effectué des travaux de restauration et de conservation dans les années 70. Les explorations archéologiques demandées par la ville de Huaycán devant l'INC en 1985, ont permis de délimiter sa zone immatérielle. En 2015, le projet de recherche archéologique du ministère de la Culture du Pérou a été réalisé.

## Galerie

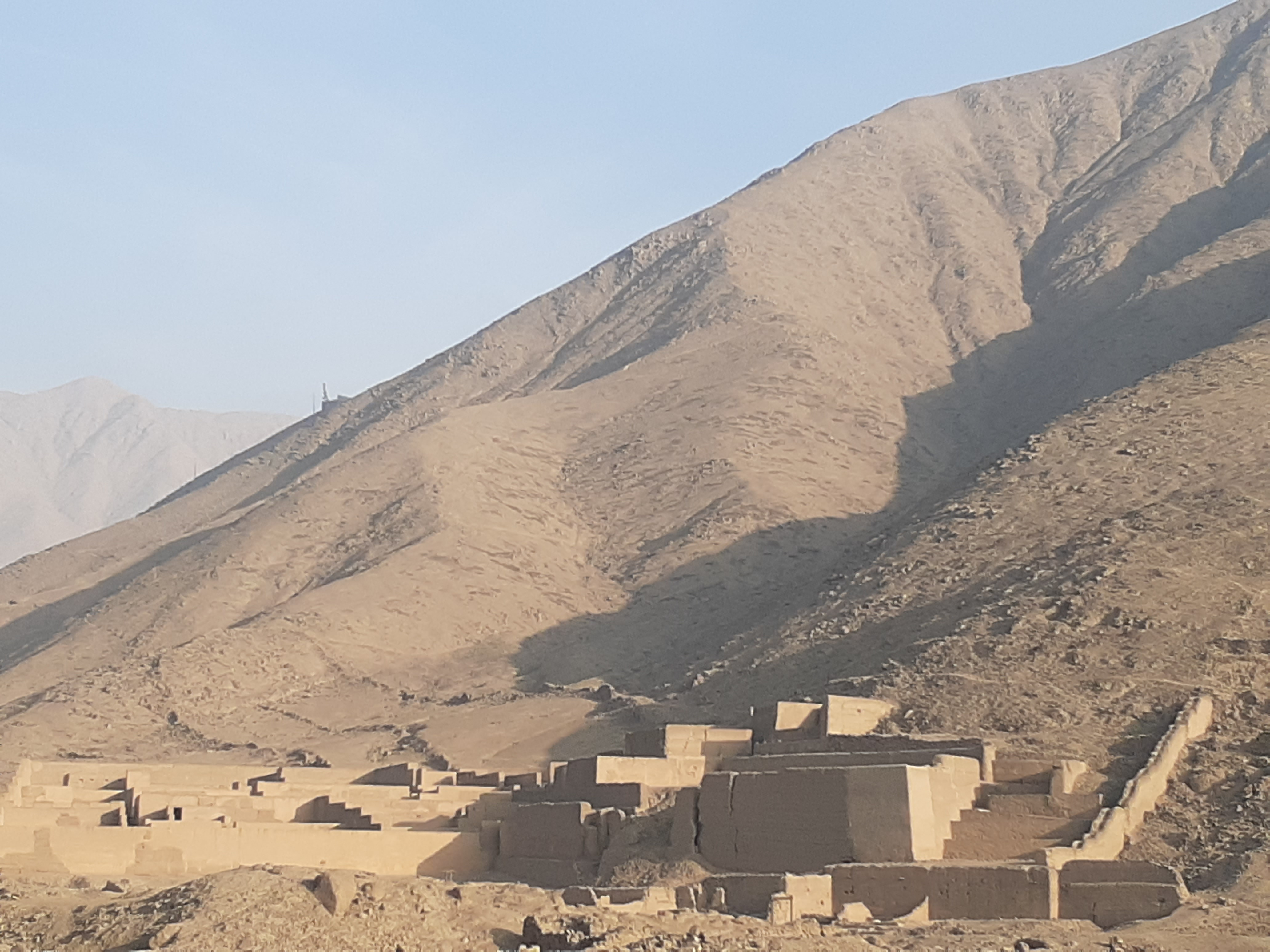
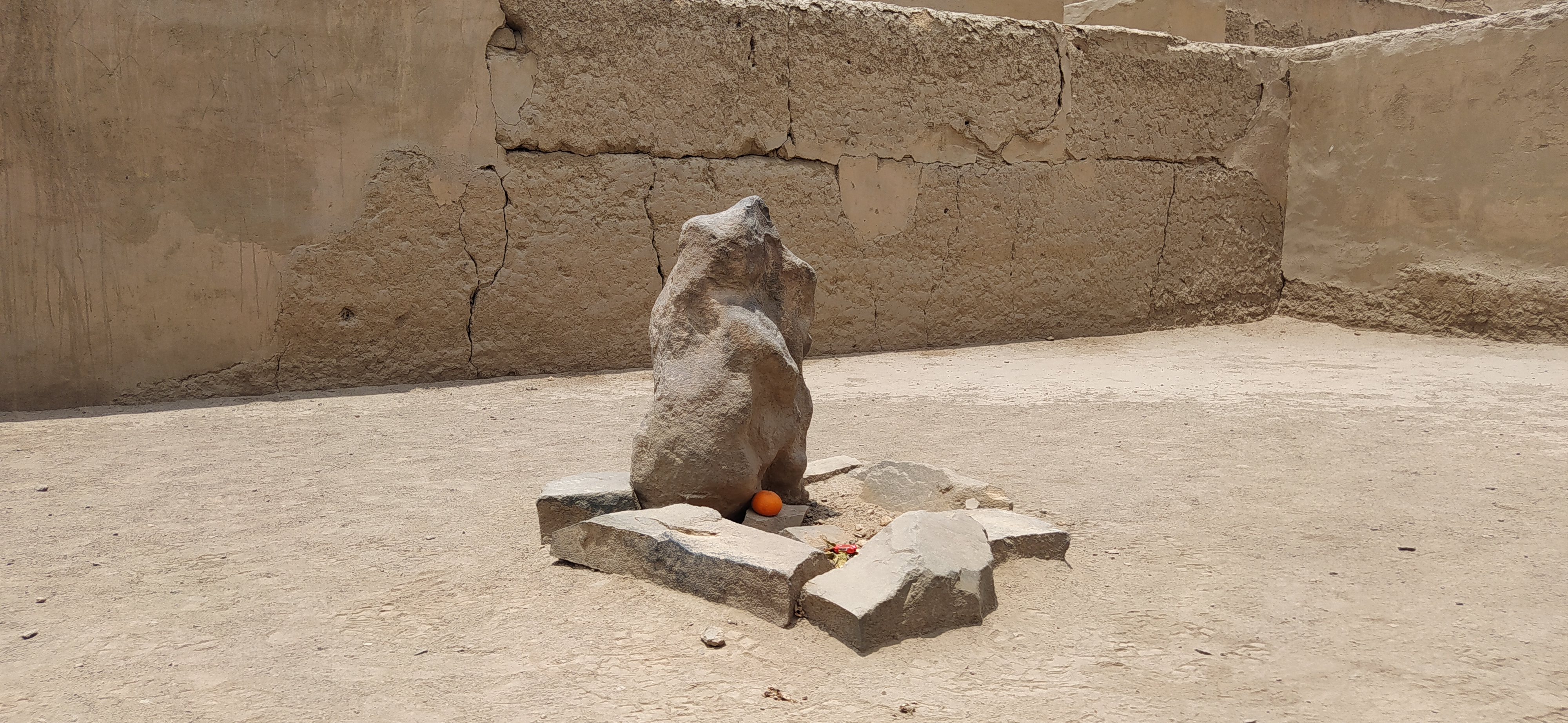
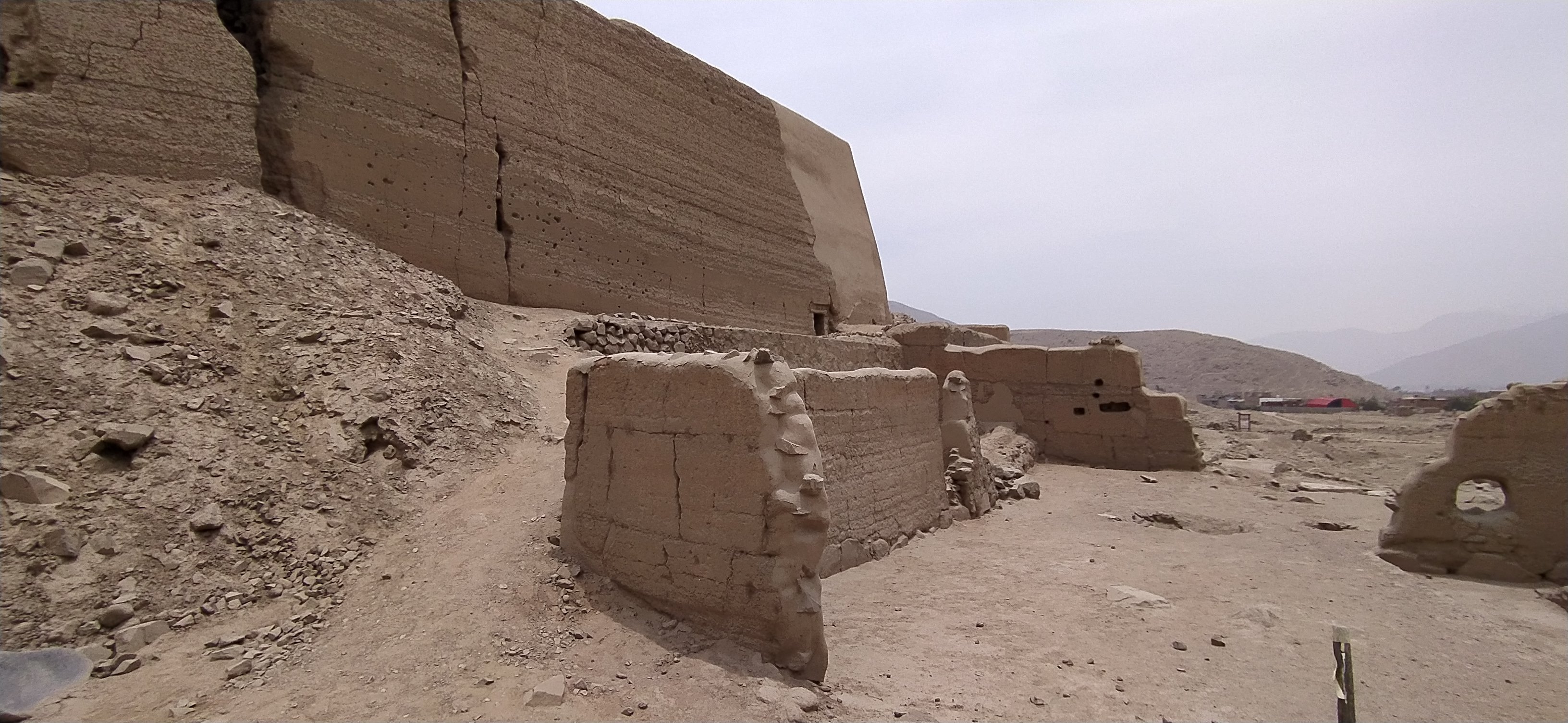